# Kazimiera Strolienė
Kazimiera Strolienė, z domu Žadvydaitė (ur. 26 maja 1960 w Šeiriai w rejonie możejskim) – litewska biegaczka narciarska i biathlonistka, trzykrotna olimpijka (1992, 1994, 1998), multimedalistka mistrzostw Litwy w biegach narciarskich i biathlonie, działaczka sportowa, trenerka.
Zadebiutowała w igrzyskach olimpijskich w 1992 roku, podczas igrzysk w Albertville. Wystąpiła wówczas w dwóch konkurencjach biathlonowych – w sprincie była 27., a w biegu na 15 km uplasowała się jedno miejsce niżej. Były to jej najlepsze wyniki uzyskane na igrzyskach olimpijskich. Startowała także w biathlonie na igrzyskach w Lillehammer i zajęła 48. miejsce w sprincie i 62. w biegu na 15 km. Podczas kolejnych igrzysk, w 1998 roku w Nagano, uczestniczyła w biegach narciarskich – w biegu na 30 km zajęła 55. miejsce, w biegu na 15 km była 64., w biegu łączonym 68. oraz 76. w biegu na 5 km.
W sezonach 1991/1992, 1992/1993 i 1993/1994 uczestniczyła w zawodach Pucharu Świata w biathlonie. Jej najlepszym rezultatem w zawodach tej rangi było 13. miejsce w sprincie w Nowosybirsku w 1992 roku. Tam również osiągnęła najlepszy rezultat w biegu indywidualnym, plasując się na 25. miejscu.
W 1993 roku zajęła 59. miejsce w sprincie i biegu indywidualnym na wojskowych mistrzostwach świata w Borowcu. W 1994 roku była 16. w sprincie i 27. w biegu na 15 km podczas mistrzostw Europy w Kontiolahti.
Jej trenerami byli kolejno: J. Žiaukra (1974–1978), B. Skernevičienė i J. Skernevičius (1979–1982), V. Gineitas (1982–1989), V. Repšys (1991–1992).
29-krotnie została mistrzynią Litwy w biegach narciarskich: siedmiokrotnie w biegu na 5 km (1983, 1984, 1991, 1993, 1996, 1997, 1998), ośmiokrotnie w biegu na 10 km (1984, 1985, 1988, 1991, 1992, 1993, 1996, 1997), trzykrotnie w biegu na 20 km (1981, 1983, 1984), dwukrotnie w biegu na 25 km (1987, 1997), pięciokrotnie w sztafecie 4 × 5 km (1981, 1982, 1983, 1984, 1985) i czterokrotnie w sztafecie 3 × 5 km (1992, 1993, 1996, 2000). W 1993 roku została również mistrzynią Litwy w biathlonie w biegach na 7,5 i 15 km.
Jest członkinią Litewskiego Narodowego Komitetu Olimpijskiego i Litewskiego Związku Narciarskiego. Jest również trenerką narciarstwa. Pełniła rolę trenera olimpijskiej reprezentacji Litwy podczas igrzysk w Vancouver, Soczi i Pjongczangu.